# Puerto de las Américas Rafael Cordero Santiago
El Puerto de las Américas Rafael Cordero Santiago es un megapuerto actualmente en construcción en Ponce, Puerto Rico. El objetivo del proyecto es convertir el antiguo Puerto de Ponce en un centro de transporte marítimo aduanero libre de impuestos e internacional similar, aunque no tan grande como los megapuertos ubicados en Singapur y Róterdam. El puerto de las Américas es considerado el principal puerto del Caribe de Puerto Rico, y, a una profundidad de 50 pies, también es el puerto más profundo del Caribe. 
El puerto fue supervisado inicialmente por la Autoridad del Puerto de las Américas una empresa pública extinta de Puerto Rico. La Autoridad informó que una vez terminado, el nuevo puerto tendrá una capacidad de almacenamiento de 2,2 millones de TEU.